# Associació Catalana de Scouts
L'Associació Catalana de Scouts és una associació que s'inspira en el moviment escolta de Catalunya afiliada a World Federation of Independent Scouts (WFIS). Aquesta associació és el referent exclusiu de la Federació Mundial de Scouts Independents a Catalunya.
Està formada per tres agrupaments escoltes d'arreu del Principat de Catalunya:
- AS Mas Guinardó-31 (Barcelona)[2]

- AS Creu del Sud (Barcelona)[3]

- Roc del Migdia (Gavà)[4]

## Història de l'Associació[5]
La Federació Mundial de Scouts Independents (World Federation of Independent Scouts - WFIS) és una organització internacional, no governamental, fundada sobre els principis de l'Escoltisme mundial que busca la integració d'organitzacions Scouts i Guies tradicionals.
La World Federation of Independent Scouts (WFIS) nasqué el 5 d'octubre del 1996 a Laubach, Alemanya, amb 8 federacions i organitzacions Independents. Durant la primera reunió es va decidir crear una federació de base que reunís a totes les federacions independents. A 1999 neix WFIS-Europa, Regió de la WFIS-Mundial al Continent.
A l'octubre de 2003 se inicien els tràmits amb WFIS-Europa per crear una entitat al territori espanyol, que respongui a les inquietuds dels agrupaments amb un perfil més tradicional.
L'any 2004 es registra l'entitat com a associació a la Generalitat de Catalunya. Els grups i col·lectius fundadors van ser: 
- Grup Scout 31 Mas Guinardó,
- A.E. Sagarmatha,
- Grup Scout aeri Estel de Gel
- Clan rover marí Santa Maria del Mar
- Els darrers dirigents d'ASDE Scouts de Catalunya posseïdors de l'ensenya de fusta (programa de formació Gilwell), que van secundar la iniciativa i immediatament van iniciar converses per a la seva integració a WFIS Europa.

El 28 de gener de 2006, a Laubach (Alemanya), durant l'Assemblea General de WFIS-Europa, l'Associació Catalana de Scouts, és reconeguda com a Associació membre de ple dret.